# Знаменка (Луганская область)
Знаменка (укр. Знам'янка) — село, относится к Славяносербскому району Луганской области Украины. Де факто — с 2014 года населённый пункт контролируется самопровозглашённой Луганской Народной Республикой.

## География
Посёлок расположен на правом берегу реки Северского Донца. К северу от населённого пункта, по руслу Северского Донца, проходит линия разграничения сил в Донбассе (см. Второе минское соглашение). Соседние населённые пункты: сёла Сокольники (выше по течению Северского Донца) на западе, Смелое на юге; Пришиб на востоке, Красный Лиман и посёлок Славяносербск на юго-востоке (все три ниже по течению Северского Донца).

## Общие сведения
Занимает площадь 0,483 км². Почтовый индекс — 93704. Телефонный код — 6473. Код КОАТУУ — 4424555102.

## Население
Население по переписи 2001 года составляло 63 человека.

## Местный совет
93700, Луганская обл., Славяносербский р-н, пгт. Славяносербск, ул. Горького, 86